# Halobacterium
Halobacterium es un género de microorganismos pertenecientes al dominio Archaea. Comprende varias especies cuyo metabolismo requiere ambientes con una alta concentración de sal. Muchas de sus proteínas no funcionan en concentraciones bajas en sal. Su pared celular es bastante diferente a la de las bacterias, puesto que las membranas ordinarias basadas en lipoproteínas fallan en altas concentraciones de sal. Son aerobios obligados que crecen sobre aminoácidos. Tienen forma de coco o de bacilo, un color rojo o púrpura y son móviles. Se reproducen por fisión binaria (por constricción). 
La temperatura óptima de Halobacterium es de 42 °C. El genoma de una especie indeterminada de Halobacterium ha sido secuenciado y consta de 2.571.010 pares de bases en un ADN repartido entre tres filamentos circulares: un gran cromosoma de 2.014.239 pb y dos más pequeños de 191.346 y 365.425 pb. Esta especie, denominada Halobacterium sp. NRC-1, se ha usado extensivamente para análisis postgenómico.
Las especies de Halobacterium se encuentran en el Gran Lago Salado, mar Muerto, lago Magadi y en otras muchas aguas con altas concentraciones de sal. Las especies púrpuras deben su color a la bacteriorodopsina, una proteína sensible a la luz que proporciona energía química a la célula usando la luz del sol para desplazar protones fuera de la célula. El gradiente protónico resultante a través de la membrana celular es empleado para la síntesis de ATP. La bacteriorodopsina es una proteína químicamente muy similar al pigmento sensible a la luz rodopsina, que se encuentra en la retina de los vertebrados.

## Más Información
- DasSarma, S., B.R. Berquist, J.A. Coker, P. DasSarma, J.A. Müller. 2006. Post-genomics of the model haloarchaeon Halobacterium sp. NRC-1. Saline Systems 2:3. Archivado el 2 de octubre de 2011 en Wayback Machine.

- DasSarma, S. 2004. Genome sequence of an extremely halophilic archaeon, in Microbial Genomes, pp. 383-399, C.M. Fraser, T. Read, and K.E. Nelson (eds.), Humana Press, Inc, Totowa, NJ.

- Lynn Margulis, Karlene V.Schwartz, Five Kingdoms. An Illustrated Guide to the Phyla of Life on Earth (W.H.Freeman, San Francisco, 1982) pp. 36-37

Teniendo como reproducción asexual